# Saadet Türköz

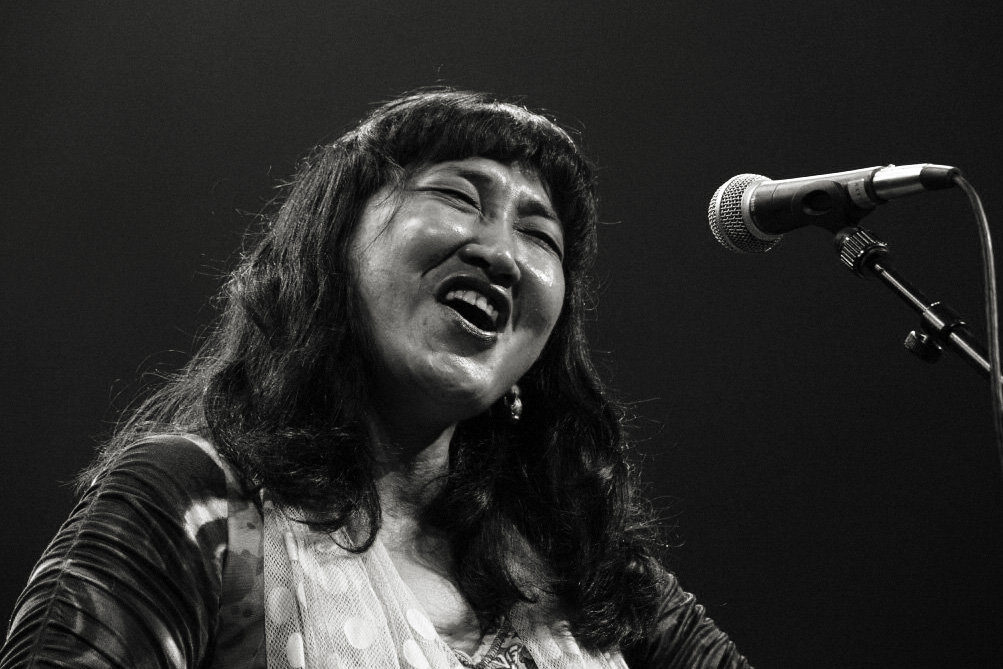
Saadet Türköz, mœrs festival 2006

Saadet Türköz (* 1961 in Istanbul) ist eine kasachisch-türkische Sängerin und Komponistin.

## Leben und Wirken
Türköz wuchs als Tochter kasachischer Migranten auf, die vor dem politischen Druck der Chinesischen Regierung auf die Turkvölker in Ost-Turkestan nach Istanbul geflohen waren. Sie lebt seit den 1980ern in Zürich. Sie arbeitete zunächst als Journalistin, Übersetzerin im Asylbereich und Shiatsu-Therapeutin. Als Erwachsene fand sie zur Kultur der Heimat ihrer Eltern Ost-Turkestan. Nach anfänglich teilweise folkloristisch angehauchten Aufnahmen öffnete sich Türköz der Improvisierten Musik und übernahm die Klangsprachen der Gegenwart in ihr Schaffen. Daneben prägen weiterhin Interpretationen türkischer und kasachischer Musik ihre Auftritte und Produktionen. Neben Soloauftritten tritt sie in Duos, Trios und größeren Formationen frei improvisierender (Jazz-)Musiker auf.
Türköz arbeitet in Duos mit
Nils Wogram (Schweiz/Deutschland),
Martin Schütz (Schweiz);,
Urs Leimgruber (Schweiz),
Pascal Schaer (Schweiz),
Jaques Widmer (Schweiz),
Elliott Sharp (USA),
Okkyung Lee (Korea, USA);
Eyvind Kang (USA),
Peggy Lee (USA),
Xu Fengxia (China/Deutschland),
Carl Stone (USA/Japan) und
Miya Masaoka (USA).
Türköz ist im Trio mit Fredy Studer, Drums und Gastinstrumentalist (Urumchi-Uyghur Region/Schweiz) aufgetreten sowie mit
Urs Leimgruber, Saxophon und Uwe Oberg, Piano (Schweiz/Deutschland), Satoshi Takeishi bzw. Mark Dresser und Okkyung Lee (Korea/USA) und mit Larry Ochs und Miya Masaoka, (USA).
Quartette bildete Türköz mit dem Trio „what we live“: Larry Ochs, Lisle Ellis, Don Robinson, (USA) und mit dem Trio Koch-Schütz-Studer (Schweiz). Sie ist auch mit dem Quintett „Blast“ aufgetreten, in dem sie mit Dirk Bruinsma (Holland), Paed Conca (Schweiz), Frank Crijns, (Holland) und Fabrizio Spera, (Italien) arbeitet.
2023 erhielt Türköz den Schweizer Musikpreis für ihre Musik, die sich zwischen verschiedenen Kulturräumen und Zeiten bewegt.

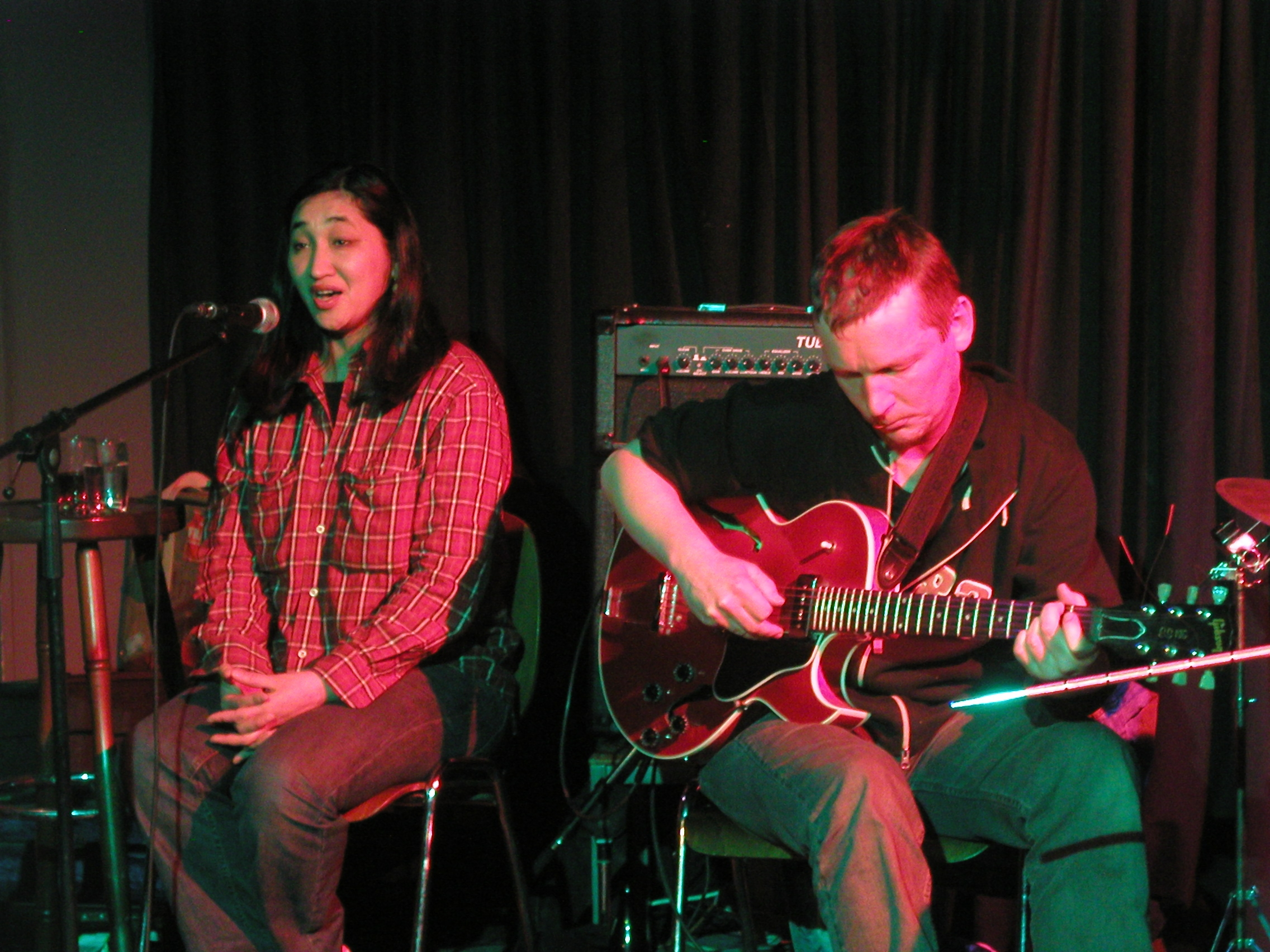
Saadet Türköz mit Frank Crijns („Blast“, 2005)

## Diskographie
- 1994: Kara toprak Oriental Ways from Turkestan to Istanbul, Tradition-Improvisation-Voice. Amori.
- 1999: Marmara Sea mit Elliott Sharp, Joëlle Léandre, Burhan Öçal, Martin Schütz. Intakt Records
- 2005: Urumchi mit Karsiga Ahmediyar, Sayan Akmolda, Talgat Mushik Sazsirnay, Selim Kerey Sidiyik, Mamer Rayeskhan, Almagül Davletkalieva, Eldar Saparayeva. Intakt Record
- 2021: Remember Me, Saadet Türköz, Zim Ngqawana and Friends. Klanggalerie.

### Kollaborationen
- Urumchi, mit Alfred Zimmerlin (Cello), Fredy Studer (Drums), Hans Hassler (Accordion)
- Nils Wogram & Saadet Türköz Duo

- Cush, mit Uwe Oberg (Piano), Paul Lovens (Drums & Percussion)
- Songdreaming 3, mit Martin Schütz (Cello), Lionel Friedli (Drums)

- 1993 Resli Burri, Boum!, Cod-Tuxedo AG, Switzerland, „Outo“
- 1997 Yann Marussich, Haikus Urbaines, RecRec Medien AG, Switzerland
- 1997 Asita Hamidi, Bazaar, Musik Szene Schweiz, MGB, „Shianti“
- 1997 Pipilotti Rist und Anders Guggisberg, we can't, Zuerich, Switzerland, „my boy, my horse, my dog“
- 1998 Aki Onda, Beautiful Contradiction, All Access, I.D.N., made in Japan, „kumur“
- 1998 Arnaldo Antunes, Um Som, BMG Brasil, „alem alma“, „um som“
- 1999 Arnaldo Antunes, Grupo Corpo, dance-soundtrack, BMG Brasil
- 2001 Viele Stimmen der Welt, Partager la Communication, Brot für Alle und Fastenopfer, Switzerland „altay“
- 2025: CTM Festival Berlin, Saadet Türköz & Eldar Tagi

sowie in verschiedenen Theater-, Kunst-, Video-, Kinoproduktionen und sozialen Projekten.